# Sophia Rawdon-Hastings
Lady Sophia Frederica Christina Rawdon-Hastings, marchesa di Bute (1º febbraio 1809 – Edimburgo, 28 dicembre 1859) è stata una nobildonna scozzese.

## Biografia
Sophia era la figlia di Flora Mure-Campbell, marchesa di Hastings, e di suo marito Francis Rawdon-Hastings, conte di Moira. Suo padre divenne governatore generale dell'India e governatore di Malta e fu elevato al grado di marchese di Hastings nel 1816. La sorella maggiore di Sophia era Lady Flora Hastings, una dama di compagnia alla corte della regina Vittoria. Lady Flora morì nel 1839 di tumore, in circostanze che diedero adito a uno scandalo a corte, e fu assistita da Sophia. La loro madre morì l'anno successivo. Lady Flora scrisse delle poesie e, dopo la sua morte, Sophia ne curò un'edizione.

## Matrimonio
Sposò, il 10 aprile 1845, John Crichton-Stuart, II marchese di Bute (10 agosto 1793-18 marzo 1848), figlio di John Stuart, Lord Mount Stuart. La prima moglie di Bute era morta nel 1841 senza aver avuto figli. La coppia ebbe due figli:
- un figlio (1846)[1]
- John Crichton-Stuart, III marchese di Bute (12 settembre 1847-9 ottobre 1900)[5][6]

Suo marito morì nel 1848 solo tre anni dopo il suo secondo matrimonio, lasciando un figlio di sei mesi che successe al marchesato.

## Filantropia
Le radici scozzesi della marchesa non le impedirono di interessarsi alla città di Cardiff, dove il marito aveva vasti interessi commerciali e industriali. Sophia fu una delle prime sostenitrici della lingua gallese; cercò di impararlo da sola, dando soldi per l'istituzione del collegio gallese a Llandovery e fornendo assistenza finanziaria per l'Eisteddfod. È stata anche responsabile della donazione del terreno e del finanziamento della costruzione della Chiesa di Tutti i Santi per gli anglicani di lingua gallese, in Tyndall Street, a Cardiff.
Nel 1858 fu Sophia a concedere agli abitanti di Cardiff l'uso delle tenute di Bute tra Cathedral Road e il fiume Taff da utilizzare come primo parco pubblico della città. Il parco di 18 acri, chiamato Sophia Gardens, fu finanziato dalla marchesa e comprendeva una loggia, aiuole, paesaggistica e un laghetto ornamentale, supervisionato dal suo capo giardiniere.

## Morte
La marchesa morì, all'età di cinquant'anni, a Edimburgo, con il figlio dodicenne al suo capezzale. Nel suo testamento, lasciò disposizioni per la costruzione di ospizi di carità vicino a Edimburgo, che specificò avrebbero dovuto essere chiamati "Flora Almshouses" in onore di sua madre e sua sorella. Il giovane marchese fece fare un calco del volto di sua madre. Un'autopsia ha confermato che la causa della morte è la malattia di Bright.
La marchesa fu sepolta nella tomba di famiglia a Rothesay, sull'isola di Bute.

## Ascendenza
|                                                 |                |                                             | Genitori                                     |  |  | Nonni |  |  | Bisnonni                   |  |  | Trisnonni                   |  |
|                                                 |                |                                             |                                              |  |  |       |  |  | John Rawdon, III baronetto |  |  | Arthur Rawdon, II baronetto |  |
|                                                 |                |                                             |                                              |  |  |       |  |  | John Rawdon, III baronetto |  |  | Arthur Rawdon, II baronetto |  |
|                                                 |                | Helena Graham                               |                                              |  |  |       |  |  | John Rawdon, III baronetto |  |  |                             |  |
| John Rawdon, I conte di Moira                   |                |                                             |                                              |  |  |       |  |  | John Rawdon, III baronetto |  |  |                             |  |
|                                                 |                | Dorothea Levinge                            | Richard Levinge, I baronetto                 |  |  |       |  |  |                            |  |  |                             |  |
|                                                 |                | Dorothea Levinge                            | Richard Levinge, I baronetto                 |  |  |       |  |  |                            |  |  |                             |  |
|                                                 |                | Dorothea Levinge                            | Mary Corbyn                                  |  |  |       |  |  |                            |  |  |                             |  |
| Francis Rawdon-Hastings, I marchese di Hastings |                | Dorothea Levinge                            |                                              |  |  |       |  |  |                            |  |  |                             |  |
|                                                 |                | Theophilus Hastings, IX conte di Huntingdon | Theophilus Hastings, VII conte di Huntingdon |  |  |       |  |  |                            |  |  |                             |  |
|                                                 |                | Theophilus Hastings, IX conte di Huntingdon | Theophilus Hastings, VII conte di Huntingdon |  |  |       |  |  |                            |  |  |                             |  |
|                                                 |                | Theophilus Hastings, IX conte di Huntingdon | Mary Frances Fowler                          |  |  |       |  |  |                            |  |  |                             |  |
| Elizabeth Hastings, XIII baronessa Hastings     |                | Theophilus Hastings, IX conte di Huntingdon |                                              |  |  |       |  |  |                            |  |  |                             |  |
|                                                 |                | Selina Shirley                              | Washington Shirley, II conte di Ferrers      |  |  |       |  |  |                            |  |  |                             |  |
|                                                 |                | Selina Shirley                              | Washington Shirley, II conte di Ferrers      |  |  |       |  |  |                            |  |  |                             |  |
|                                                 |                | Selina Shirley                              | Mary Levinge                                 |  |  |       |  |  |                            |  |  |                             |  |
| Sophia Rawdon-Hastings                          |                | Selina Shirley                              |                                              |  |  |       |  |  |                            |  |  |                             |  |
|                                                 | James Campbell | James Campbell, II conte di Loudoun         |                                              |  |  |       |  |  |                            |  |  |                             |  |
|                                                 | James Campbell | James Campbell, II conte di Loudoun         |                                              |  |  |       |  |  |                            |  |  |                             |  |
|                                                 | James Campbell | Margaret Montgomerie                        |                                              |  |  |       |  |  |                            |  |  |                             |  |
| James Mure-Campbell, V conte di Loudoun         | James Campbell |                                             |                                              |  |  |       |  |  |                            |  |  |                             |  |
|                                                 |                | Jane Boyle                                  | David Boyle, I conte di Glasgow              |  |  |       |  |  |                            |  |  |                             |  |
|                                                 |                | Jane Boyle                                  | David Boyle, I conte di Glasgow              |  |  |       |  |  |                            |  |  |                             |  |
|                                                 |                | Jane Boyle                                  | Jean Mure                                    |  |  |       |  |  |                            |  |  |                             |  |
| Flora Mure-Campbell, VI contessa di Loudoun     |                | Jane Boyle                                  |                                              |  |  |       |  |  |                            |  |  |                             |  |
|                                                 |                | John MacLeod                                | Malcolm MacLeod                              |  |  |       |  |  |                            |  |  |                             |  |
|                                                 |                | John MacLeod                                | Malcolm MacLeod                              |  |  |       |  |  |                            |  |  |                             |  |
|                                                 |                | John MacLeod                                | Mary MacKenzie                               |  |  |       |  |  |                            |  |  |                             |  |
| Flora MacLeod                                   |                | John MacLeod                                |                                              |  |  |       |  |  |                            |  |  |                             |  |
|                                                 |                | Jane MacQueen                               | Angus MacQueen                               |  |  |       |  |  |                            |  |  |                             |  |
|                                                 |                | Jane MacQueen                               | Angus MacQueen                               |  |  |       |  |  |                            |  |  |                             |  |
|                                                 |                | Jane MacQueen                               | Jane MacKenzie                               |  |  |       |  |  |                            |  |  |                             |  |
|                                                 |                | Jane MacQueen                               |                                              |  |  |       |  |  |                            |  |  |                             |  |